# Okawville (Illinois)
Okawville es una villa ubicada en el condado de Washington en el estado estadounidense de Illinois. En el Censo de 2010 tenía una población de 1434 habitantes y una densidad poblacional de 269,16 personas por km².

## Geografía
Okawville se encuentra ubicada en las coordenadas 38°26′5″N 89°32′53″O / 38.43472, -89.54806. Según la Oficina del Censo de los Estados Unidos, Okawville tiene una superficie total de 5.33 km², de la cual 5.33 km² corresponden a tierra firme y (0%) 0 km² es agua.

## Demografía
Según el censo de 2010, había 1434 personas residiendo en Okawville. La densidad de población era de 269,16 hab./km². De los 1434 habitantes, Okawville estaba compuesto por el 98.4% blancos, el 0.49% eran afroamericanos, el 0.35% eran amerindios, el 0.07% eran asiáticos, el 0.14% eran isleños del Pacífico, el 0.07% eran de otras razas y el 0.49% pertenecían a dos o más razas. Del total de la población el 1.26% eran hispanos o latinos de cualquier raza.